# 애국가 (포르투갈)
애국가(포르투갈어: Hino Patriótico 이누 파트리오티쿠[*])는 1809년부터 1834년까지 사용된 포르투갈 왕국의 첫 번째 국가이다. 마르쿠스 안토니우 다 폰세카 포르투갈이 제작했다.
후에는 헌장 찬가가 사용되었다.

## 가사
Eis, oh Rei Excelso
os votos sagrados
q'os Lusos honrados
vêm livres, vêm livres fazer
vêm livres fazer
Por vós, pela Pátria
o Sangue daremos
por glória só temos
vencer ou morrer
vencer ou morrer
ou morrer
ou morrer

## 해석
여기, 더 좋은 군주가 있다네
신성한 맹세를 위하여
명예로운 루시를 위하여
자유롭게 오리라, 자유롭게 오리라
자유롭게 오리라
조국을 비나이다
우리가 피를 흘리면
우리에게만 영광이 있으랴
승리 아니면 죽음을
승리 아니면 죽음을
아니면 죽음을
아니면 죽음을

## 같이 보기
- 포르투갈의 국가